# John Lobb Bootmaker
John Lobb Bootmaker er en britisk producent af luksussko og støvler, hovedsageligt til mænd. Bælter og punge og andre  lædervarer fremstilles også. Virksomheden blev grundlagt i 1866.
John Lobb fortsætter den parisiske tradition med håndsyede sko efter mål, men har også centrale elementer af håndværk i deres færdigsyede sko og lædervarer.

## Historie

### 1800'erne
John  Lobb blev født i Cornwall i 1829 som søn af en bonde. Han blev invalideret i en ulykke og tog til London, hvor han kom i lære som skomager hos en dygtig støvlemager Tomas. Som svend tog han til Australien under guldfeberen og syede sko til guldgraverne. I 1863 fik han guldmedalje på verdensudstillingen i  London for sine sko og sendte at par støvler til Prinsen af Wales, som gjorde ham til kongelig hofleveradør.
Da Lobb vendte tilbage til England, åbnede han en skoforretning i 1866.

### 1900'erne
Efter succesen i London åbnede John Lobb en butik i Paris i 1902.
I 1976 fik det berømte franske luksusmærke Hermès lov til at bruge navnet John Lobb, og virksomheden udvidede kollektionen. Der blev kun fremstillet omkring 100 par om dagen.
Indtil 1980'erne fremstilledes udelukkende håndsyede sko i London og Paris. I 1982 begyndte konfektionsfremstilling begge steder.

### I dag
Hermès' John Lobb-sko bliver solgte i firmaets butikker eller i luksusstormagasiner som Harrods, Bergdorf Goodman, Selfridges, Neiman Marcus, Lane Crawford og Leffot. Hermès' John Lobb har også butikker ude i verden: USA, Rusland, Schweiz, Japan, Sydkorea, Taiwan og i adskillige lande i EU.
Prisen for et par håndsyede sko er over £2400. Gennemsnitsprisen er omkring £2700 (per 15. januar 2009), hvis man bestiller i butikken i St. James's Street.

## Berømte kunder
Blandt de berømte kunder, som har fået syet sko hos John Lobb er Diana Spencer, prins Charles, Dronning Victoria, Andy Warhol, Louis Mountbatten, Enrico Caruso, Jackie Kennedy, Frank Sinatra, Laurence Olivier, Duke Ellington, David Niven, Calvin Klein, Pim Fortuyn og Daniel Tyler. Skibsreder Mærsk Mc-Kinney Møller har ligeledes fået syet sko hos John Loob Bootmaker.

## Galleri
- Støvler fra John Lobb Bootmaker.
- Interiøret i John Lobbs butik i London.
- Værkstedet i London.
- Udstilling af sko.
- Skomager hos John Lobb Bootmaker.
- Udvalg af læderprøver.